# Loma Linda (Kalifornia)

Położenie Loma Linda w hrabstwie San Bernardino

Loma Linda – miasto w Stanach Zjednoczonych położone w południowo-zachodnim krańcu hrabstwa San Bernardino w Kalifornii. Liczba mieszkańców 18 681 (2000). Loma Linda jest miastem leżącym w obszarze metropolitalnym Los Angeles.
Miasto jest siedzibą Uniwersytetu Loma Linda, w którym studiuje ok. 4000 osób. Jest lokalnym centrum ruchu Adwentystów Dnia Siódmego. Według magazynu National Geographic ta grupa jest jedną z najbardziej długowiecznych społeczności w Stanach Zjednoczonych.

## Miasta partnerskie
- Libertador General San Martín, Argentyna
- Manipal, Indie